# Sakigake
Sakigake (MS-T5),   ( 先駆け? "pioniere") è una sonda spaziale giapponese che venne lanciato il 7 gennaio 1985 dal Kagoshima Space Center. Ha effettuato il sorvolo ravvicinato con la cometa di Halley l'11 marzo 1986 alla distanza di 6,99 milioni di chilometri. Era stato progettato l'incontro anche con la cometa 21P/Giacobini-Zinner nel 1998 ma la mancanza di propellente ha costretto l'agenzia giapponese ad abbandonare il progetto.
A differenza della gemella Suisei non vi erano strumenti d'immagine nel carico utile della sonda.